# Heckler & Koch MK23
La Heckler & Koch MK23, MK 23 MOD 0, o USSOCOM MARK 23 es una pistola semiautomática equipada con un silenciador y un puntero láser. Dispara el cartucho .45 ACP. 
Fue adoptada por el USSOCOM para unidades de operaciones especiales, superando a la Colt OHWS en el marco del programa Offensive Handgun Weapon System (OHWS, Sistema de Arma de Mano Ofensiva en inglés). Su desarrollo empezó en 1991, cuando los oficiales de las unidades especiales observaron la necesidad de un "sistema ofensivo de arma corta para operaciones especiales", siendo suministradas a dichas unidades a partir de mayo de 1996.
Aunque la designación abarca todo el sistema, también es comúnmente empleada para referirse solamente a la pistola. El puntero láser y el silenciador fueron desarrollados por Insight Technology y Knigth's Armament Company (KAC), respectivamente. La versión civil de la MK23 es vendida con la designación Mark 23.

## Descripción
La MK23 Mod 0 fue construida como una "pistola ofensiva" para las fuerzas especiales estadounidenses bajo el mando del USSOCOM a raíz de un pedido hecho en 1989. Las versiones militares de esta pistola tienen estampado el marcaje "MK23 USSOCOM" en la corredera.
La MK23 es considerada una pistola de competición y es capaz de hacer un agrupamiento de impactos de 51 mm a 46 m, apenas 4 MDA. Su producción empezó en 1991 y fue la base para la HK USP, que empezó a producirse en 1993. La MK23 tiene una excepcional durabilidad en ambientes difíciles, siendo impermeable y resistente a la corrosión. Su cañón tiene un ánima con estriado poligonal, que ha mejorado su precisión y durabilidad y es más costoso de producir. Además tiene seguro y retén del cargador ambidiestros en ambos lados del armazón. El botón del retén del cargador se encuentra en el extremo posterior del guardamonte, que es lo suficientemente amplio para poder usar la pistola con guantes. En el lado izquierdo se encuentra una palanca de desamartillado, que silenciosamente regresa el martillo a su posición inicial. La MK23 es parte de un sistema de armas que incluye un puntero láser, un silenciador y algunas otras características, tales como un cartucho con mayor carga propulsora (.45 +P).
La pistola fue probada y demostró ser capaz de disparar decenas de miles de cartuchos sin necesidad de cambiar el cañón. Seguía funcionando en condiciones adversas, haciéndola apta para ser empleada por las Fuerzas Especiales. El cartucho .45 ACP tiene un considerable poder de parada a pesar de ser subsónico, por lo que es adecuado para usarlo con un silenciador. Además compartía características de diseño con la Colt M1911, facilitando el desarme y limpieza de la MK23 a las personas habituadas con la M1911.
Sin embargo, el gran tamaño y peso de la pistola produjo algunas críticas. La pistola fue diseñada para ataque antes que para defensa, con su tamaño y peso incorporados a propósito para ayudar a reducir la fuerza del retroceso y mantener su precisión; pero esto también reducía su facilidad de empleo, confort y velocidad de desenfundado en situaciones defensivas que requerían una pistola compacta más convencional.
Como respuesta, HK desarrolló la pistola USP Tactical que estaba basada en la USP original. La Tactical conservaba la mayor parte del desempeño de la MK23 sin su voluminoso tamaño. Emplea un silenciador diferente (debido al estriado a levógiro, al contrario del estriado a dextrógiro de la MK23). Una pistola aún más compacta que la USP Tactical para las unidades antiterroristas y Fuerzas Especiales es la nueva USP Compact Tactical, que también tiene su propio puntero láser opcional. La USP-CT es más ligera y además se le puede instalar un silenciador, haciéndola una primera opción para las Fuerzas Especiales durante operaciones encubiertas. 
La propuesta Joint Combat Pistol (JCP) fue planeada para aceptar munición de competencia y +P. Sin embargo, no está claro si la JCP, que absorbió al anterior SOF Combat Program, será empleada junto a la MK23 o la reemplazará. En 2006, el programa JCP fue renombrado y reestructurado. 

## Sistema de Arma de Mano Ofensiva
La MK23 fue enviada a la competencia del programa Offensive Handgun Weapon System (OHWS) del USSOCOM hacia fines de 1991 con el fin de crear una pistola capaz de reproducir el desempeño de armas con cañones largos, como los subfusiles con varias características modificables. Su rival fue la Colt OHWS. A pesar de que los diseños de Heckler & Koch y Colt fueron hechos según las especificaciones de la competencia del programa, la MK23 ganó. 
Heckler & Koch vende la MK23 y sus derivados, pero no el sistema SOCOM completo. El silenciador es fabricado por Knight's Armament Company y fue seleccionado en lugar del original que HK incluyó como parte de su participación en la competencia. Insight Technology ganó el contrato para producir el puntero láser, denominado más tarde AN/PEQ-6. Una versión del puntero emite un punto de luz visible, mientras que otra emite un punto infrarrojo que solamente puede verse a través de visores nocturnos. Han existido diferentes modelos de punteros láser y, al menos comercialmente, diferentes silenciadores. Los primeros modelos de serie de la MK23 fueron suministrados al USSOCOM el 1 de mayo de 1996. Se fabricaron 1.986 unidades (con números de serie que van del 23-0101 hasta el 23-2086). Algunos usuarios han informado que el continuo retroceso a veces puede desenroscar ligeramente el cuerpo del silenciador, pero es relativamente simple improvisar soluciones para este problema. Otros usuarios dicen que el gran tamaño del armazón de la pistola y sus anchas cachas no son confortables para personas con manos pequeñas.[cita requerida]

## Mark 23 civil
Heckler & Koch ofrece la MK23 para el mercado civil y policial como Mark 23. Es distribuida a través de sus subsidiarios de Estados Unidos (HK Inc.) y Alemania (HKJS GmbH).
Los modelos para el mercado estadounidense inicialmente venían con un cargador de 10 cartuchos, para cumplir con la Prohibición Federal de Armas de Asalto. La prohibición ya ha expirado y la Mark 23 civil viene con el mismo cargador de 12 cartuchos que las variantes militares y policiales, excepto en algunos estados que aplican sus propias prohibiciones a los cargadores con una capacidad mayor de 10 cartuchos. En Canadá, la Mark 23 continúa siendo suministrada solamente con un cargador de 10 balas para cumplir con el Acta sobre Armas de Fuego de 1995. 
Según el Manual del usuario hay pocas diferencias entre la Mark 23 civil y la MK23 militar. Estas diferencias son el texto estampado en la corredera ("Mark 23" en lugar de "MK23 USSOCOM") y un cañón en conformidad a las especificaciones del SAAMI.

## Usuarios
- Estados Unidos: Adoptada por el USSOCOM. Fue suministrada en 1996.[1]
- Indonesia: Empleada por el grupo de buzos tácticos Komando Pasukan Katak (Kopaska) y las fuerzas especiales Komando Pasukan Khusus (Kopassus).[23]
- Malasia: La MK 23 MOD 0 es empleada por la unidad antiterrorista Pasukan Gerakan Khas de la Real Policía de Malasia y por la unidad antiterrorista PASKAL de la Real Armada de Malasia.[24]
- Polonia: Empleada por el GROM.[25]